# François-Xavier Malhiot
François-Xavier Malhiot, né le 4 décembre 1781 à Verchères (Québec) et décédé le 12 juin 1854 à Boucherville (Canada-Uni), est un commerçant, un seigneur et un politicien du Bas-Canada.

## Biographie
Engagé volontaire dans le Royal Canadian Volunteer Regiment comme officier, puis lieutenant-colonel dans la milice, il servit durant la guerre anglo-américaine de 1812. Il hérita de la seigneurie de Contrecœur de son beau-père en 1807 et en devint le seigneur principal en 1816.
Riche marchand, François-Xavier Malhiot se fit élire député du comté de Richelieu à laChambre d'assemblée du Bas-Canada lors d'une élection complémentaire en 1815, mais ne se représenta pas. En 1828, il fut élu dans le comté de Surrey, car Louis-Joseph Papineau, qui y avait élu dans deux comtés, choisit celui de Montréal Ouest. Malhiot appuya les résolutions critiquant le comportement du gouverneur, ce qui lui vautd'être destitué de son poste dans la milice par Lord Dalhousie. En 1830, il est réélu dans le comté de Verchères (nouvelle dénomination du comté de Surrey) mais démissionne en 1832 après avoir été nommé au Conseil législatif du Bas-Canada.
Désormais proche du pouvoir, il ne soutient pas les Patriotes pendant la rébellion de 1837-1838. Le 23 octobre 1837, il était présent à l'Assemblée des six-comtés, à Saint-Charles-sur-Richelieu, en tant que député. Lorsqu'il s'aperçoit que des appels à l'insurrection armée étaient lancés, il se retire.
Il vend sa seigneurie en 1846 pour se retirer à Boucherville.

## Famille
François-Xavier Malhiot est le fils du négociant et député François Malhiot et le père de Charles-Christophe Malhiot, qui a été membre du sénat canadien.

## Liens
- Ressource relative à la vie publique :   - Assemblée nationale du Québec
- Notice dans un dictionnaire ou une encyclopédie généraliste :   - Dictionnaire biographique du Canada
- Notices d'autorité :   - VIAF
  - ISNI
  - GND